# معركة توفريك
معركة توفريك وقعت في 22 مارس 1885م بين القوات البريطانية بقيادة جون كارستيرز ماكنيل وقوات الثورة المهدية بقيادة عثمان دقنة، انتصرت فيها القوات البريطانية. بعد هذه المعركة بشهرين قررت بريطانيا سحب قواتها من السودان.